# Чемпіонат УРСР із шахів 1987 (жінки)
47-й чемпіонат України із шахів серед жінок, що проходив у Чернігові з 29 травня по 16 червня 1987 року.

## Загальна інформація про турнір
Чемпіонат відбувався у кіноконцертному залі туристичного комплексу «Брянськ» у Чернігові.
Турнір проводився за коловою системою за участі 16 шахісток з дев'яти міст України — Києва, Львова, Харкова, Одеси, Запоріжжя, Миколаєва, Севастополя, Чернівців та Ялти.
За винятком учасниць міжзональних турнірів на першість світу — Марти Літинської, Лідії Семенової та Зої Лельчук, які готувалися за особистими планами, у чемпіонаті взяли участь усі найсильніші шахістки України. Зокрема виступали два міжнародних майстри — дворазова чемпіонка України, неодноразовий призер чемпіонатів СРСР Лариса Мучник; чемпіонка України 1982 року Ірина Челушкіна. Серед учасниць — п'ять майстрів спорту СРСР, а також одна з найсильніших школярок республіки 16-річна Нелля Юсим з Чернівців. 
Список учасниць турніру очолила 3-й номер рейтингу України — Ірина Челушкіна, а також інші учасниці з першої десятки рейтингу: Наталія Ручйова (5 місце), Лариса Мучник (6), Ірина Березіна (7), Олена Седіна (8), Катерина Боруля (9) та Маша Ярмолинська (10).
Вдруге чемпіонкою України стала Ірина Челушкіна зі Львова — 10 очок з 15 можливих.
Друге-четверте місця розділили Ірина Сон (Запоріжжя), Лариса Мучник (Миколаїв) та Світлана Стручкова (Ялта). За додатковими показниками срібну медаль отримала І.Сон, бронзову — Л.Мучник. С.Стручкова посіла лише 4 місце, але нагородою для неї став подоланий норматив майстра спорту. Усі перші чотири шахістки здобули путівку у півфінальні турніри чемпіонату СРСР.

## Турнірна таблиця
| №  | Учасник              | Місто       | Вік | Звання | Рейтинг | 1 | 2 | 3 | 4 | 5 | 6 | 7 | 8 | 9 | 10 | 11 | 12 | 13 | 14 | 15 | 16 |  | + | − | = | Очки | Місце   |
| -- | -------------------- | ----------- | --- | ------ | ------- | - | - | - | - | - | - | - | - | - | -- | -- | -- | -- | -- | -- | -- |  | - | - | - | ---- | ------- |
| 1  | Ірина Челушкіна      | Львів       | 26  | мс     | 2280    |   | ½ | ½ | ½ | ½ |   |   | 1 | ½ |    | 1  |    | ½  |    | ½  | 0  |  | 6 | 1 | 8 | 10   | Gold    |
| 2  | Ірина Сон            | Запоріжжя   | 24  | мс     | 2150    | ½ |   | ½ | ½ | 0 | 1 | ½ | ½ | 1 | 1  | 1  | ½  | ½  | 1  | ½  | ½  |  | 5 | 1 | 9 | 9½   | Silver  |
| 3  | Лариса Мучник        | Миколаїв    | 30  | мм     | 2205    | ½ | ½ |   | 1 |   |   |   | 0 |   | 1  |    |    |    |    | ½  | 1  |  |   |   |   | 9½   | Bronze  |
| 4  | Світлана Стручкова   | Ялта        | 24  | кмс    | 2060    | ½ | ½ | 0 |   | 1 | ½ | ½ | ½ |   |    |    | 1  |    | 0  |    | 1  |  |   |   |   | 9½   | 4       |
| 5  | Олена Седіна         | Київ        | 18  | мс     | 2055    | ½ | 1 |   | 0 |   |   |   | 1 |   |    |    |    |    |    |    |    |  |   |   |   | 8½   | 5 — 6   |
| 6  | Анжела Борсук        | Херсон      | 19  | кмс    |         |   | 0 |   | ½ |   |   |   |   |   |    |    |    |    |    |    |    |  |   |   |   | 8½   | 5 — 6   |
| 7  | Маша Ярмолинська     | Одеса       | 18  | кмс    | 2160    |   | ½ |   | ½ |   |   |   |   | 1 |    |    |    |    |    |    |    |  |   |   |   | 8    | 7       |
| 8  | Катерина Боруля      | Київ        | 17  | кмс    | 2175    | 0 | ½ | 1 | ½ | 0 |   |   |   |   |    |    |    |    |    |    | 1  |  |   |   |   | 7½   | 8 — 9   |
| 9  | Олена Титова         | Київ        | 24  | мс     | 2140    | ½ | 0 |   |   |   |   | 0 |   |   |    |    | 1  |    |    | 1  |    |  |   |   |   | 7½   | 8 — 9   |
| 10 | Анжеліна Белаковська | Одеса       | 18  | мс     |         |   | 0 | 0 |   |   |   |   |   |   |    |    |    |    |    |    |    |  |   |   |   | 7    | 10 — 11 |
| 11 | Ірина Березіна       | Київ        | 21  | мс     | 2185    | 0 | 0 |   |   |   |   |   |   |   |    |    |    |    |    |    |    |  |   |   |   | 7    | 10 — 11 |
| 12 | Любов Боруля         | Київ        | 17  | кмс    |         |   | ½ |   | 0 |   |   |   |   | 0 |    |    |    |    |    |    | 1  |  |   |   |   | 6½   | 12      |
| 13 | Поліна Кагановська   | Київ        |     | кмс    |         | ½ | ½ |   |   |   |   |   |   |   |    |    |    |    |    |    |    |  |   |   |   | 5½   | 13 — 14 |
| 14 | Нелля Юсим           | Чернівці    | 16  | кмс    |         |   | 0 |   | 1 |   |   |   |   |   |    |    |    |    |    |    |    |  |   |   |   | 5½   | 13 — 14 |
| 15 | Тетяна Розенфельд    | Харків      | 20  | кмс    |         | ½ | ½ | ½ |   |   |   |   |   | 0 |    |    |    |    |    |    |    |  |   |   |   | 5    | 15 — 16 |
| 16 | Наталія Ручйова      | Севастополь | 27  | мс     | 2230    | 1 | ½ | 0 | 0 |   |   |   | 0 |   |    |    | 0  |    |    |    |    |  |   |   |   | 5    | 15 — 16 |

| Легенда таблиці | Легенда таблиці        | Легенда таблиці | Легенда таблиці         | Легенда таблиці | Легенда таблиці | Легенда таблиці | Легенда таблиці | Легенда таблиці | Легенда таблиці |
| --------------- | ---------------------- | --------------- | ----------------------- | --------------- | --------------- | --------------- | --------------- | --------------- | --------------- |
|                 | Партія білими фігурами |                 | Партія чорними фігурами | 1               | перемога        | ½               | нічия           | 0               | поразка         |